# Nothing's Gonna Stop Us Now
Nothing's Gonna Stop Us Now is de eerste single van de Amerikaanse band Starship, een nummer van het debuutalbum No Protection. De muziek werd uitgebracht op 7 en 12 inch en op compact cassette. De single behaalde de 6de plaats in de Billboard Hot 100 en de 5e plaats in de Nederlandse Top 40. Nothing's Gonna Stop Us Now was ook het themanummer van de film Mannequin uit 1987.

## NPO Radio 2 Top 2000
Nothing's Gonna Stop Us Now stond alleen in 2000 in de NPO Radio 2 Top 2000, op plek 1573.